# 氷食

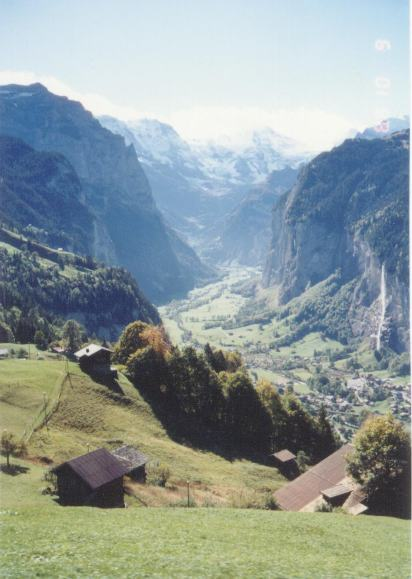
氷食によって形成されたスイス・ユングフラウヨッホ麓のU字谷
Stechelberg-Berneroberland,ヴェンゲン登山鉄道より

氷食、氷蝕（ひょうしょく）とは、岩石や土砂が氷河によって削られ、侵食されることを指す。氷食地形が保存され、またより節理が入っているため、侵食抵抗性のある岩石ほど、氷食は発達しやすい。
氷食の作用は削磨と剥ぎ取りに2分される。
削磨は、さらに氷河底面に付着した微細な岩粉や砂による研磨と、粗大で硬い岩石片で流動方向に擦痕や条痕・溝などを刻む筋つけに分けられる。

## 氷食地形
氷河は流動する際に岩盤を研磨したり岩塊を剥ぎ取るなどの侵食作用とともに、その表面や内部に岩屑を乗せて運搬し下流部に堆積させる作用を持つ。したがって氷食地形は侵食地形と堆積地形に分けられ、いずれも特徴的な地形となる。

### 侵食地形
圏谷
谷の両側と山頂側を急な谷壁で囲まれた半円形ないし半楕円形の谷。カールとも呼ぶ。典型的なカールは肱掛椅子のような形態をしており、三方を急峻なカール壁と、その谷壁に囲まれた平坦な（上流側へ逆傾斜したものも見られる）カール底を持つ。
U字谷
氷食によって形成された急斜面の谷壁と広い谷床を持つU字状の地形。沈水した場合はフィヨルドとなる。 また氷食谷とも言う。
アレート
氷食によってつくられた急峻な稜線。両側からのカールの後退による切り合いによって生じ、鋸歯状の縦断面をなす。 鋸歯状山稜または櫛形山稜とも言う。
氷食尖峰
氷食によってつくられたピラミッド型の地形。多くの氷食尖峰は3方向や4方向からのカール壁の切り合いによってつくられることが多い。ホルンとも言う。
羊背岩
氷河の上流側は研磨により丸みを帯び、下流側は剥ぎ取りによりごつごつした基盤岩の突出した地形。羊群岩とも言う。

### 堆積地形
モレーン
氷河が削り取った砂礫が氷河の末端や底に堆積してできる波状の小丘をなす地形。氷河末端の末端モレーン・両側の側モレーン・氷河底の底モレーンに分けられる。
氷堆丘（ドラムリン）
氷河の流動方向に長軸を持ち、流動方向下流側に緩く傾斜する楕円型の小丘。群をなして分布することが多い。氷河の底で形成されたものが、氷河が後退・消失したときに地表に出現する。砂礫あるいは基盤岩のみから形成されるもの、基盤岩の丘を堆積物が覆っているものなど、構成物質は多様である。したがって、一概に堆積地形に分類するには難がある。定義上は、構成物質や堆積・侵食の別は含まず、形状の特徴のみによる。
エスカー
氷河の中の融水に含まれる岩屑が、自然堤防のように氷河の方向にそって堆積することによってできる地形。
ケイム段丘
氷河縁に砂礫が堆積することによってつくられる急斜面の丘。
ザンドル
氷河の末端から流れる融水が河川となるまでにできる扇状地状の地形。氷河性河流扇状地とも言う。
釜状陥没地（ケトル）
氷河の融水が洪水や堆積などの作用によってザンドル内に形成する、円形の湖。
また、氷河によって運ばれた堆積物を、一般的にティルという。ティルが大規模になるとモレーンやドラムリンと呼ばれる。ティルの中でも大きな岩石は、周囲の氷河堆積物が長い年月を経て流失・風化しても残存する場合があり、周囲の地形と異をなした迷子石になる。

## 氷食輪廻
1909年 W.M.Davis が唱えはじめ、1911年 W.H.Hobbs によって説明された説。氷河の侵食によって地形が変化する過程を一般の地形輪廻になぞらえて系統立てたもの。ただしこの説は山地氷河の侵食の場合にのみ適用され、大地の表面がほぼ氷体下に埋没してしまう大陸氷河には当てはまらない。
幼年期
氷食によって山体にいくつかの半円形の圏谷が出現し、これらの二つ以上の圏谷の間の山稜にまだ比較的緩やかな地表面が残されている状態。
壮年期
氷食が進行して圏谷と圏谷の間の地表面が消失し、圏谷壁が切り合うようになった状態。この時期にはアレートや氷食尖峰などの地形が見られるのが特徴である。
老年期
壮年期後は圏谷底の面積が増加せず、氷食山稜の部分が急速に風化され、ついには鋭く低い岩峰が散在するようになった状態。
上記のような氷食による地形の変化は、地盤隆起や気候変化が原因で山体が再び突起すると、同じような地形変化が繰り返される。このように地形が繰り返し変化する過程を氷食輪廻と呼ぶ。